# Sulfate de chrome(III)
Le sulfate de chrome(III) fait généralement référence aux composés inorganiques de formule Cr2(SO4)3.x(H2O), où x peut être compris entre 0 et 18. De plus, des « sulfates de chrome basiques » mal définis mais commercialement importants sont connus. Ces sels sont généralement des solides violets ou verts qui sont solubles dans l’eau. Ils sont couramment utilisés dans le tannage du cuir.

## Sulfates de chrome(III)
Trois sulfates de chrome(III) sont bien caractérisés :
- Le sulfate de chrome(III) anhydre, Cr2(SO4)3, (CAS #10101-53-8) est un solide violet qui se dissout dans l’eau lors de l’ajout d’un agent réducteur, ce qui génère des sulfates de chrome(II).
- Le sulfate de chrome(III) hydraté, Cr2(SO4)3·18H2O, (CAS #13520-66-6) est un solide violet qui se dissout facilement dans l’eau pour donner le complexe métallique aqua, [Cr(H2O)6]3+. La formule de ce composé peut être écrite de manière plus descriptive comme [Cr(H2O)6]2(SO4)3·6H2O. Six des dix-huit molécules d’eau de cette unité de formule sont de l'eau de cristallisation.
- Le sulfate de chrome(III) hydraté, Cr2(SO4)3·15(H2O), (CAS #10031-37-5) est un solide vert qui se dissout facilement dans l’eau. Il est obtenu en chauffant le matériau à 18 hydrates au-dessus de 70 °C. Un chauffage supplémentaire donne le sulfate anhydre.

Une variété d’autres sulfates de chrome(III) sont connus, mais ils contiennent également des ligands hydroxyde ou oxyde. Le plus important commercialement est le sulfate de chrome basique, que l’on pense être [Cr2(H2O)6(OH)4]SO4 (CAS # 39380-78-4). Il résulte de la neutralisation partielle des hexahydrates. D’autres hydroxydes de chrome(III) ont été signalés.

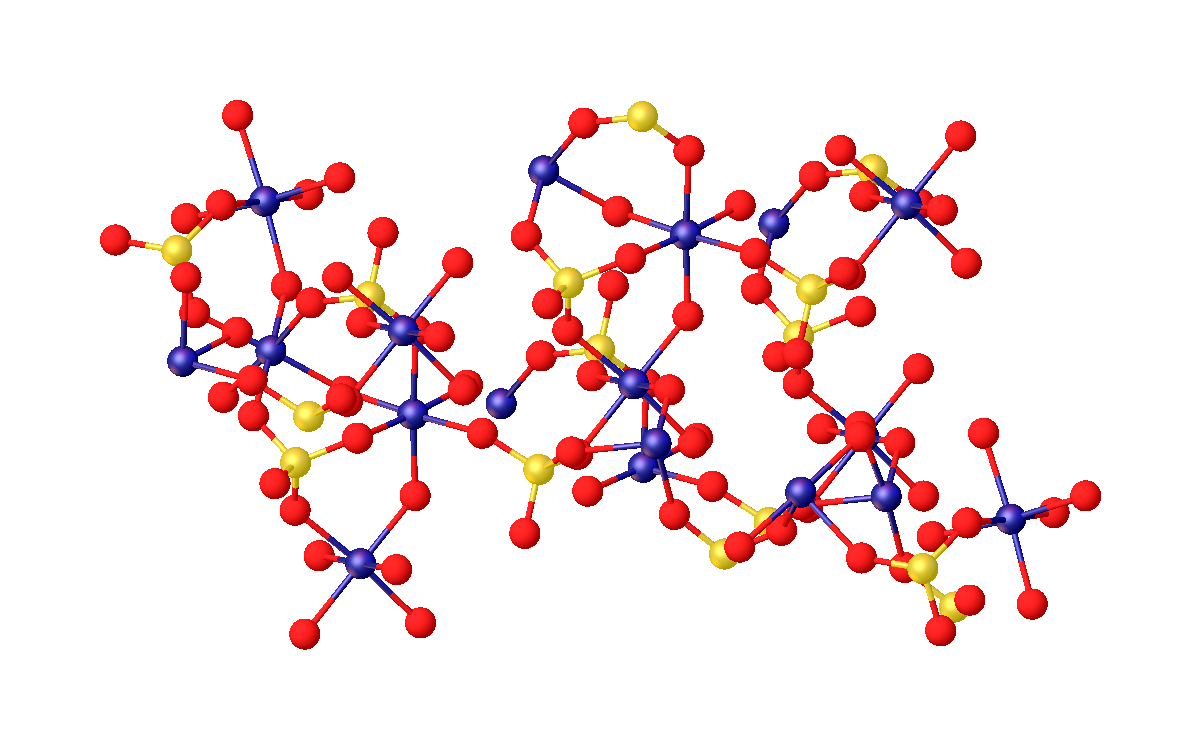
Structure du Cr(SO_{4})(H_{2}O)(OH), montrant la sphère de coordination CrO_{6} typique de nombreux composés de chrome(III).

## Production
La source la plus utile de sulfate de chrome(III) sont les déchets de Cr(III) provenant de l’oxydation au chromate de divers composés organiques. L’anthraquinone et la quinone sont produites à grande échelle par traitement de l’anthracène et du phénol avec de l’acide chromique. Un coproduit d’oxyde de chrome(III) est généré qui est facilement extrait en acide sulfurique. L’évaporation de ces solutions acides permet d’obtenir le sel hydraté décrit ci-dessus. Les sels hydratés du sulfate de chrome peuvent également être produits, bien qu’impurs, par l’extraction de divers autres composés du chrome, mais ces voies ne sont pas économiquement viables. L’extraction du minerai de chromite avec de l’acide sulfurique en présence d’une certaine quantité de chromate donne des solutions de sulfate de chrome(III) contaminées par d’autres ions métalliques. De même, la dissolution des alliages de chrome donne du sulfate de chrome avec du sulfate ferreux.

## Sulfate de chrome(III) basique
Le sulfate de chrome basique est produit à partir de sels de chromate par réduction avec du dioxyde de soufre, bien que d’autres méthodes existent,. La réduction pourrait formellement s’écrire :
Na2Cr2O7 + 3 SO2 + H2O → Cr2(SO4)3 + 2 NaOH
Étant donné que 33 % des charges anioniques sont dues aux ions hydroxyde, la basicité est de 33 % (mais dans le jargon du tannage, elle est connue sous le nom de 33 % réduite). Des produits avec des basicités plus élevées, par exemple 42 % ou 50 %, peuvent être obtenus par l’ajout de carbonate de sodium, ceux-ci sont souvent utilisés en combinaison avec du formiate de sodium. Le sulfate de sodium est souvent laissé dans le produit technique car il est inerte par rapport au processus de tannage. Il est important de réduire complètement le chrome hexavalent en chrome trivalent, car l'hexavalent est plus susceptible de causer des problèmes de santé aux tanneurs et aux consommateurs de cuir.

## Occurrence naturelle
Le sulfate de chrome(III) pur, à la fois sous forme anhydre et hydratée, est encore (2020) inconnu parmi les espèces minérales. Il existe trois minéraux complexes étant, en partie, des sulfates de Cr(III) : la bentorite, la redingtonite et la putnisite,,,.